# Schlacht von Losecote Field
St Albans – Blore Heath – Ludlow – Northampton – Wakefield – Mortimer’s Cross – St Albans – Ferrybridge – Towton – Hedgeley Moor – Hexham – Edgecote Moor – Losecote Field – Barnet – Tewkesbury – Bosworth Field – Stoke
Die Schlacht von Losecote Field wurde am 12. März 1470 als Teil der Rosenkriege ausgetragen. Gegner in dieser Schlacht waren königliche Truppen unter König Eduard IV. aus dem Haus York auf der einen Seite, und Rebellen aus Lincolnshire mit der Unterstützung von Richard Neville, Earl of Warwick, und George Plantagenet, Duke of Clarence, dem Bruder des Königs, auf der anderen Seite. Die Schlacht endete mit dem Sieg der königlichen Armee, der Hinrichtung der Rebellen und der Flucht von Warwick nach Frankreich. Die Schlacht beendete Warwicks Versuche, einen ihm gewogenen König aus dem Haus York auf dem Thron zu platzieren. Warwick schloss sich nach der verlorenen Schlacht seiner ehemaligen Feindin, Margaret von Anjou, und dem Haus Lancaster an.
Die Schlacht von Losecoat Field ist auch als Schlacht von Empingham oder Schlacht von Losecoat, Losecote und Loose-coat bekannt.

## Hintergrund
Ein Jahr zuvor, im Juli 1469, war König Eduard IV. in der Schlacht von Edgecote Moor von Richard Neville, 16. Earl of Warwick, geschlagen worden. Warwick hatte damit sein Ziel temporär erreicht, den König gefangen zu setzen und stärkeren Einfluss auf die Politik auszuüben. Eduard konnte sich jedoch aus der Gefangenschaft befreien und zog wieder in London ein. Im März 1470 befand sich Warwick in derselben Position wie im Jahr zuvor vor der Schlacht von Edgecote Moor: Er konnte keinen Einfluss auf Eduards Politik ausüben. Warwick wollte deshalb einen Bruder des Königs, George Plantagenet, den Herzog von Clarence, auf den englischen Thron bringen, um einen von ihm leichter beeinflussbaren König aus dem Haus York auf dem Thron zu positionieren.
Die Gelegenheit für einen Staatsstreich ergab sich 1470, als eine Fehde zwischen Sir Thomas Burgh of Gainsborough und Robert Welles, einem führenden Landbesitzer in Lincolnshire, ausbrach. Die Familie von Robert Welles fiel daraufhin bei Eduard in Ungnade, worauf Robert Welles eine Rebellion gegen den König startete. Welles begann eine Armee in Lincolnshire zu sammeln, die bereit dafür war, die Waffen gegen den König zu erheben. Die Unruhe in Lincolnshire brachte den König dazu, zu reagieren und er begann am 4. März, Männer für seine Armee zu sammeln. Die Neuigkeit, dass der König nach Lincolnshire marschieren wollte, verbreitete sich schnell unter dem Volk. Sir Robert fand noch mehr Gefolge durch das gestreute Gerücht, dass der König nach Lincolnshire kam, um die vormals begnadigten Rebellen von Edgecote zu bestrafen und dass er „eine große Anzahl von ihnen hängen und strecken“ wolle.
Mit der Unterstützung von Warwick und Clarence im Rücken ernannte sich Welles zum 'großen Hauptmann' der Leute in Lincolnshire. Am 4. März wurden Kundschafter in alle umgebenden Dörfer gesandt, um alle gesunden Männer dazu zu bringen, ihm in die Rebellion gegen den König zu folgen. Am 7. März erhielt der König die beunruhigenden Nachrichten, dass die Armee der Rebellen nach Stamford marschierte – mit 100.000 Mann, die aus den örtlichen Grafschaften rekrutiert worden waren, besonders aus Yorkshire. Als Eduard hörte, dass auch Warwick und Clarence Richtung Leicester zogen, zog er vermutlich daraus den Schluss, dass sie sich mit Welles verbündet hatten.
Eduard hatte inzwischen Lord Welles, Sir Roberts Vater, und Sir Thomas Dymoke nach London zu sich berufen. Er zwang Lord Welles, seinem Sohn Robert zu schreiben und ihn zu bitten, seinen Aufstand zu stoppen, weil Lord Welles sonst vom König hingerichtet würde. Welles kehrte daraufhin mit seiner Armee nach Stamford zurück, um die Truppen des Königs anzugreifen und seinen Vater zu retten. Welles war damit nicht in der Lage, seine Truppen mit den von Warwick und Clarence zu vereinigen, die in Leicester waren, was sich später als strategischer Fehler herausstellte.

## Schlacht
Eduards Späher teilten ihm mit, dass die Armee der Rebellen etwa fünf Meilen vom Stamford entfernt sei, nahe Empingham in Rutland. Er schickte eine Vorhut, die sich ihrer Artillerie bemächtigen sollte. Als ein Brief von Warwick und Clarence eintraf, die ankündigten, sie wollten ihre Truppen als „Verstärkung“ für Eduard mit seinen Truppen in Leicester vereinigen, erkannte Eduard die Falle und handelte rasch: Er ließ seine Truppen nach Westen marschieren, um gegen Sir Robert Welles in die Schlacht zu ziehen.
Bevor die Schlacht begann, ließ Eduard Lord Welles vor den Augen der Truppen hinrichten und schickte einen Herold, um Sir Robert Welles darüber zu informieren und ihn aufzufordern, aufzugeben und um Gnade zu bitten. Sir Robert Welles lehnte ab. Eduard schlug daraufhin so schnell zu, dass Warwick und Clarence keine Gelegenheit mehr hatten, Sir Robert Welles Verstärkung zu schicken. Eduard nutzte seine umfangreiche Artillerie gegen die Rebellen so effektiv, dass die Rebellen sehr schnell große Verluste erlitten. Es brach Panik aus, und die Rebellen flohen vor den gut bewaffneten Truppen des Königs, gegen die sie keine Chance hatten. Die Anführer der Rebellen, Sir Robert Welles, Sir Thomas de la Lande und andere wurden gefangen genommen.

## Konsequenzen
Weitere Rebellionen in Yorkshire brachen angesichts des Siegs der königlichen Armee zusammen. Sir Robert Welles wurde am 19. März exekutiert. Am 2. April erklärte Eduard Warwick und Clarence per Proklamation zu Rebellen und Verrätern, woraufhin beide nach Frankreich flohen. Warwick trug dem Haus Lancaster seine Gefolgschaft an und schloss eine Allianz mit seiner alten Feindin Margarete von Anjou, Ehefrau des gestürzten Heinrichs VI. aus dem Haus Lancaster.

## Herkunft des Namens
Nach der Volksetymologie entstand der Name der Schlacht, Losecote, möglicherweise so: Viele von Welles’ Männern trugen Jacken mit Warwicks und Clarences Wappen. Da sie nicht wollten, dass sie diese belastenden Beweise trugen, als der Rückzug begann, warfen viele von ihnen ihre Gewänder auf der Flucht fort. Deswegen entstand der Name 'Lose-coat' also etwa 'Verliere den Mantel'. Wahrscheinlicher ist, dass der Ortsname vom altenglischen Ausdruck „hlose-cot“ stammt, was in etwa „Schweinestall-Hof“ bedeutet. Formen von Losecote tauchen auch als Flurnamen in anderen Gemeinden in Rutland auf. Zeitgenössische Quellen sprechen nicht von Losecote, sondern geben den Ort der Schlacht als Hornfield an.